# Megaroc
Megaroc foi uma proposta britânica para um derivado suborbital tripulado do V-2 proposto por RA Smith da "British Interplanetary Society". A proposta foi enviada ao Ministério do Abastecimento britânico em 23 de dezembro de 1946. Embora um pouco menor, o veículo tinha muito em comum com o Veículo de Lançamento Mercury-Redstone, que colocaria o primeiro americano no espaço cerca de 15 anos depois. O veículo foi proposto vários meses depois de um foguete similar, também derivado do V-2, a proposta soviética Tikhonravov Suborbital.

Embora derivado do V-2, poucas partes permaneceram em sua forma original. Embora a origem e as turbobombas fossem basicamente as mesmas, seu sistema de orientação foi alterado. A tancagem era de maior raio e comprimento para transportar uma quantidade maior de combustível compensada por uma carga útil mais leve. As aletas de estabilização na base do V2 foram removidas e o foguete foi feito para girar ligeiramente para melhorar a estabilidade. Esta é agora uma característica comum dos foguetes, mas era incomum para os primeiros foguetes. A ogiva explosiva foi substituída por uma cápsula despressurizada, o piloto contando com um traje para suporte de vida.
À medida que o foguete subia e a aceleração aumentava com a redução da massa, o piloto podia reduzir o empuxo para limitar a carga g a 3,3. Uma vez acima da atmosfera densa e após o desligamento do motor principal, a cápsula se separaria do corpo principal do foguete. Os pára-quedas seriam acionados bem cedo na viagem de volta, a cerca de 113 km, eliminando a necessidade de proteção contra calor. A altitude máxima foi de mais de 304 km. Tanto a cápsula quanto o corpo principal seriam aterrados e seriam capazes de reutilização.
Reconheceu-se que seria necessário um período de desenvolvimento e redução de riscos, estimado em 5 anos e que significaria um primeiro voo completo em 1951 ou 52.
O governo britânico não levou o projeto adiante. Em vez disso, optou por se concentrar na pesquisa nuclear e convencional que tinha um uso militar mais imediato. O Reino Unido estava efetivamente falido após a Segunda Guerra Mundial e havia apenas recursos limitados disponíveis, mas mesmo quando os fundos se tornaram mais fáceis, o governo optou por não participar da pesquisa espacial, exceto quando derivada de projetos militares relativamente baratos.